# 웨딩위크
웨딩위크(The Week Of)는 미국에서 제작된 로버트 스미겔 감독의 2018년 코미디 영화이다. 스티브 부세미 등이 주연으로 출연하였고 엘런 코버트 등이 제작에 참여하였다.

## 출연

### 주연
- 스티브 부세미
- 아담 샌들러
- 롭 모건
- 크리스 록
- 레이첼 드래취

### 조연
- 스콧 코헨

## 제작진
- 미술: 페리 앤드린 블레이크